# Pałac w Czerwonym Kościele
Pałac w Czerwonym Kościele – wybudowany w 1794 r., według projektu Carla Gottharda Langhansa w Czerwonym Kościele.

## Położenie
Pałac położony jest we wsi w Polsce, w województwie dolnośląskim, w powiecie legnickim, w gminie Krotoszyce.

## Historia
Obiekt murowany na planie prostokąta, przebudowany w końcu XIX w. jest częścią zespołu pałacowego, w skład którego wchodzą jeszcze: park, z XIX w.; dom oficjalistów, z połowy XIX w., przebudowany w końcu XX w.; dom mieszkalny, z końca XVIII w., przebudowany w końcu XIX w.; obora na folwarku, z końca XIX w.